# 280-talet f.Kr.

## Händelser
- 280 f.Kr. - Slaget vid Herakleia utkämpas.

## Födda
- 287 f.Kr. – Arkimedes, grekisk matematiker, astronom och filosof.
- 286 f.Kr. – Antiochos II, kung över Seleukiderriket.
- 284 f.Kr. – Ptolemaios III Euergetes, kung av Ptolemeiska riket.

## Avlidna
- 289 f.Kr. - Mencius, konfuciansk filosof.